# Variació solar
La variació solar és tota variació que esdevé en el Sol. Es tracta de fluctuacions en la quantitat d'energia emesa pel sol. Es poden donar a dos nivells: variacions en la lluminositat i en el vent solar o camp magnètic. Ambdues solen estar interrelacionades i tenen efectes visibles com les taques solars. Malgrat tot el valor mitjà de la radiació solar, 1.366 W/m2, tot just canvia (vegeu constant solar). De fet les oscil·lacions produïdes pel cicle de les taques solars no van més enllà d'1 W/m2. La seva contribució en el canvi climàtic actual i passat és motiu de controvèrsia.

## Variació a llarg termini
És evident que la temperatura mitjana de la Terra depèn, en gran manera del flux de radiació solar que arriba. Es podria pensar que el clima també pot veure's influït pel sol en la mateixa mesura, però no és així. El sol és una estrella de tipus G, en fase de seqüència principal, molt estable, pel que el seu flux es manté gairebé constant en el temps. El flux de radiació és, a més, el motor dels fenòmens atmosfèrics, ja que aporta l'energia necessària a l'atmosfera perquè aquests es produeixin. Però degut al fet que aquest aporti d'energia tot just si varia en el temps no es considera que sigui una contribució important per a la variabilitat climàtica.
Malgrat tot, el Sol sí que influïx a molt llarg termini. S'ha calculat mitjançant models numèrics que un augment d'un 1% en la seva lluentor provocaria que la temperatura mitjana atmosfèrica pugés un o dos graus, segons el model. Se sap, a més, que la lluminositat solar augmenta amb el temps, un 10% cada 1.000 milions d'anys, degut al fet que la pressió en l'interior del Sol també augmenta per a compensar el gradual esgotament de l'hidrogen (vegeu evolució estel·lar). Aquests increments de lluminositat si bé són menyspreables a curt i mitjà termini sí que són destacables a llarg termini. Inexorablement, el Sol anirà brillant cada vegada més fins que, aproximadament dintre de 1.000 milions d'anys, els oceans comencin a evaporar-se. De fet aquest augment de lluentor persisteix des que es va formar l'estrella però el nostre planeta ha estat capaç d'adaptar-se a aquests canvis, fins ara, ja que són prou lents perquè no desequilibrin el sistema. Com s'ha dit, a molt llarg termini arribarà un moment que la lluentor solar trencarà el nostre cicle atmosfèric i desencadenarà un efecte hivernacle descontrolat que potser converteixi al planeta en un nou Venus.

## Taques solars i activitat solar
Variacions de la lluminositat solar al llarg del cicle de les taques solars durant els últims 30 anys. La variació solar més coneguda és la dels cicles de les taques solars, d'11 anys de durada. Se sap que existeix un màxim de la lluentor quan el nombre de taques és màxim i un mínim quan gairebé no hi ha. Aquesta variació d'intensitat, no obstant això, és de tan solament un 0,1% (1365,5 - 1367,0 Wm-2) pel que els seus efectes són gairebé insignificants. D'altra banda el període d'aquestes variacions és tan curt que els factors moderadors terrestres, com els oceans o els núvols, impedirien que fessin un efecte sensible per simple inèrcia tèrmica.
Existeixen altres cicles de major durada i, per això, de major influència en el clima. Es tracta sobretot del cicle de Gleissberg, de 80 anys, causant del famós Mínim de Maunder que, segons sembla, va originar la petita edat de gel. La variació d'intensitat d'aquests cicles és, més o menys, del mateix ordre que el dels cicles d'11 anys però amb la diferència que es produïx en un període més dilatat de temps suficient per a ocasionar alguns canvis climàtics apreciables.
S'han fet diversos estudis tenint en consideració el nombre de taques solars (de les quals es tenen registres de diversos segles enrere) usant aquestes dades com patró de la irradiancia solar (de la qual solament es tenen dades precises de fa unes poques dècades).